# Teredorus longipulvillus
Teredorus longipulvillus är en insektsart som beskrevs av Zheng, Z. 1988. Teredorus longipulvillus ingår i släktet Teredorus och familjen torngräshoppor. Inga underarter finns listade i Catalogue of Life.